# Xylophanes godmani
Xylophanes godmani là một loài bướm đêm thuộc họ Sphingidae. Nó được tìm thấy ở Panama.
Cá thể trưởng thành có lẽ mọc cánh quanh năm.
Ấu trùng có thể ăn các loài Psychotria correae, Psychotria elata, Psychotria eurycarpa, Exostema mexicanum và cũng có thể là các loài Rubiaceae khác.